# Wolfgang Feinendegen
Wolfgang Feinendegen (* 30. Januar 1930 in Garzweiler) ist ein deutscher Jurist und Politiker (CDU).

## Leben
Feinendegen wurde als Sohn des späteren Oberkreisdirektors des Landkreises Kempen-Krefeld Ludwig Feinendegen geboren. Sein Bruder war der Strahlenmediziner Ludwig E. Feinendegen. Nach dem Abitur am Humanistischen Gymnasium in Mönchengladbach nahm er ein Studium der Rechtswissenschaft an der Universität zu Köln auf, das er mit beiden juristischen Staatsexamen beendete. Anschließend war er ein Jahr in einer Versicherungsgesellschaft aktiv und arbeitete danach für fünf Jahre in einer Wirtschaftsprüfungsgesellschaft in Köln. Im Jahr 1964 ließ er sich als Rechtsanwalt in Mönchengladbach nieder. Er ist in Mönchengladbach und Düsseldorf als Anwalt zugelassen. Seit 1950 ist er Mitglied der katholischen Studentenverbindung K.D.St.V. Rheinland Köln.

## Politik
Feinendegen ist seit 1968 Mitglied der CDU. Er wurde 1970 Mitglied des Kreisvorstandes Mönchengladbach und ein Jahr später Mitglied der Wirtschaftsvereinigung des Kreises. Feinendegen war seit der Bundestagswahl 1976 bis 1983 für zwei Wahlperioden Mitglied des Deutschen Bundestages. Er vertrat im Parlament den Bundestagswahlkreis Mönchengladbach/Viersen und ab 1980 den Wahlkreis Mönchengladbach/Rheydt. Bei der Wahl 1976 konnte er 54,3 % der Erststimmen auf sich verbuchen. Vier Jahre später bei der Bundestagswahl – der Wahlkreis war inzwischen geändert worden – erhielt er immer noch 48,6 % der abgegebenen Stimmen. Er war ordentliches Mitglied im Ausschuss für Verkehr und das Post- und Fernmeldewesen. Außerdem war er während seiner Zeit im Deutschen Bundestag stellvertretendes Mitglied des Finanzausschusses. In der Mittelstands- und Wirtschaftsvereinigung der CDU in Mönchengladbach war er bis Ende 2008 als Vorstandsmitglied aktiv.